# Unna-Rippajaurasj
Unna-Rippajaurasj är en sjö i Gällivare kommun i Lappland och ingår i Luleälvens huvudavrinningsområde. Sjön har en area på 0,548 kvadratkilometer och ligger 457,9 meter över havet. Unna-Rippajaurasj ligger i Sjaunja Natura 2000-område.

## Delavrinningsområde
Unna-Rippajaurasj ingår i det delavrinningsområde (745397-167654) som SMHI kallar för Utloppet av Unna-Rippajaurasj. Medelhöjden är 459 meter över havet och ytan är 2,27 kvadratkilometer. Det finns inga avrinningsområden uppströms utan avrinningsområdet är högsta punkten. Vattendraget som avvattnar avrinningsområdet har biflödesordning 3, vilket innebär att vattnet flödar genom totalt 3 vattendrag innan det når havet efter 241 kilometer. Avrinningsområdet består mestadels av skog (36 procent) och sankmarker (40 procent). Avrinningsområdet har 0,55 kvadratkilometer vattenytor vilket ger det en sjöprocent på 24,3 procent.